# P.J. Byrne
Paul Jeffrey "P.J." Byrne, född 15 december 1974 i Maplewood i New Jersey, är en amerikansk skådespelare och komiker. Han är mest känd för rollen som Nicky "Rugrat" Koskoff i Martin Scorseses film The Wolf of Wall Street, och Bolin i Nickelodeon-serien The Legend of Korra (röstroll).

## Bakgrund
P.J. Byrne föddes i den mindre staden Maplewood, belägen i Essex County i New Jersey, som son till Emma N. (född Ferraro) och Paul I. Byrne Jr. Han växte därefter upp i boroughn Old Tappan, belägen i närbelägna Bergen County, där han under sin high school-tid gick på Northern Valley Regional High School at Old Tappan.

## Karriär
Byrnes skådespelarkarriär började med att han spelade en del mindre roller, i filmer som Bruce den allsmäktige, Fun with Dick and Jane, En förtrollad romans och Tre systrar & en mamma. Han innehade också en del gästroller, i TV-serier som Cityakuten, Vita huset, Reno 911! och NCIS, innan han slutligen fick en återkommande roll, i TV-serien The Game.
Byrne fortsatte sedan med att spela mer framträdande roller, vilket bland annat var i filmerna Dinner for Schmucks, Extraordinary Measures, Rivalerna och Horrible Bosses. Han fick sedan en av huvudrollerna i skräckfilmen Final Destination 5, som dessutom skulle komma att få allmänt positiva recensioner, samt bli en kommersiell framgång. Han gjorde dessutom rösten till karaktären Bolin, i Nickelodeon-serien The Legend of Korra, mellan åren 2012 och 2014.
År 2013 syntes Byrne i Martin Scorseses film The Wolf of Wall Street. Året efter, det vill säga 2014, så medverkade han även i TV-serien Intelligence. År 2018 syntes han även i science fiction-monsterfilmen Rampage, med bland annat Dwayne Johnson i huvudrollen.

## Privatliv
Byrne är bosatt i Los Angeles. Han är sedan år 2007 gift med hustrun Jaime Padula, med vilken han har två döttrar och en son.

## Filmografi (i urval)

### Filmer
- 2003 – Bruce den allsmäktige
- 2005 – Fun with Dick and Jane
- 2005 – En förtrollad romans
- 2007 – Charlie Wilson's War
- 2007 – Evan den allsmäktige
- 2007 – Tre systrar & en mamma
- 2008 – Be Kind Rewind
- 2008 – First Sunday
- 2008 – Surfer, Dude
- 2008 – Cool Men
- 2010 – Dinner for Schmucks
- 2010 – Extraordinary Measures
- 2011 – Horrible Bosses
- 2011 – Final Destination 5
- 2012 – Rivalerna
- 2012 – K-11
- 2013 – The Wolf of Wall Street
- 2014 – Walk of Shame
- 2015 – The Gift
- 2016 – True Memoirs of an International Assassin
- 2017 – The Clapper
- 2017 – Home Again – Kärleken flyttar in
- 2018 – The 15:17 to Paris
- 2018 – Rampage
- 2018 – Green Book
- 2019 – Countdown
- 2019 – Bombshell
- 2022 – Somewhere in Queens
- 2022 – Spirited
- 2022 – Babylon
- 2023 – Shazam! Fury of the Gods
- 2023 – Scooby-Doo! och Krypto! (röst)[5]
- 2024 – Riff Raff
- 2026 – Flowervale Street[6]

### TV-serier
- 2002 – Presidio Med (TV-serie)
- 2002 – Cityakuten (TV-serie)
- 2003 – The Lyon's Den (TV-serie)
- 2003 – Strong Medicine (TV-serie)
- 2003 – Omaka systrar (TV-serie)
- 2003 – Jordan, rättsläkare (TV-serie)
- 2005 – Vita huset (TV-serie)
- 2006 – My Boys (TV-serie)
- 2006 – Reno 911! (TV-serie)
- 2006 – Christine (TV-serie)
- 2006 – NCIS (TV-serie)
- 2006–2009 – The Game (TV-serie) (även 2012 och 2015)
- 2007 – Boston Legal (TV-serie)
- 2007 – Desperate Housewives (TV-serie)
- 2009 – Hannah Montana (TV-serie)
- 2009 – Three Rivers (TV-serie)
- 2009 – It's Always Sunny in Philadelphia (TV-serie)
- 2009 – Burn Notice (TV-serie)
- 2009 – Bones (TV-serie)
- 2011 – The Mentalist (TV-serie)
- 2011 – Castle (TV-serie)
- 2012 – Are You There, Chelsea? (TV-serie)
- 2012–2014 – The Legend of Korra (TV-serie) (röst)
- 2014 – Intelligence (TV-serie)
- 2016 – Vinyl (TV-serie)
- 2016 – Blindspot (TV-serie)
- 2016–2017 – Justice League Action (TV-serie) (röst)
- 2017–2019 – Big Little Lies (TV-serie)
- 2017–2018 – I'm Dying Up Here (TV-serie)
- 2018–2019 – Black Lightning (TV-serie)
- 2019 – Black-ish (TV-serie)
- 2019 – Dynasty (TV-serie)
- 2019 – Lodge 49 (TV-serie)
- 2020–2021 – All Rise (TV-serie)
- 2020–2022 – The Boys (TV-serie)
- 2021 – Never Have I Ever (TV-serie)
- 2021 – Them (TV-serie)
- 2021 – Cobra Kai (TV-serie)
- 2021–2023 – Ghosts (TV-serie)
- 2022 – Roar (TV-serie)
- 2023 – Gen V (TV-serie)[7]
- 2023 – Quantum Leap (TV-serie)
- 2024 – The Big Cigar (TV-serie)